# (7168) 1986 QE2
A (7168) 1986 QE2 a Naprendszer kisbolygóövében található aszteroida. Henri Debehogne fedezte fel 1986. augusztus 28-án.